# Franz Josef von Heinke
Franz Josef Heinke, ab 1767 von Heinke, 1775 Ritter von Heinke und ab 1790 Freiherr von Heinke (auch Joseph; * 19. März 1726 in Maltsch an der Oder; † 2. März 1803 in Wien) war ein österreichischer Jurist.

## Leben
Heinke wurde in eine katholische Familie geboren. Er besuchte zunächst die Fürstenschule zu Liegnitz und studierte anschließend an den Universitäten in Halle und in Prag. Dort wurde er 1748 zum Doktor der Rechts- und Staatswissenschaften promoviert. Anschließend wurde er zunächst Landesprokurator, er beabsichtigte eine Laufbahn als Richter, und bereits 1751 Rat beim Appellationsgericht. Seine Fähigkeiten führten ihn 1761 zu einer weiteren Beförderung. Er wurde mit dem Lehensreferat der Böhmischen Krone betraut. 1764 erhielt er die Ernennung zum Direktor und Präses der juridischen Fakultät der Universität Prag. Dort konnte er während seiner Amtszeit den Lehrkörper verstärken.
Heinke wechselte 1767 von Prag als wirklicher Hofrat an die böhmisch-österreichische Hofkanzlei nach Wien. Dort sollte er bis zu seiner Versetzung in den Ruhestand 1792 verbleiben. Im selben Jahr, mit Diplom vom 2. Jänner, wurde er in den Adelstand erhoben. 1769 wurde er vom Staatskanzler Wenzel Anton von Kaunitz-Rietberg dazu ausgewählt, die Durchführung der Reform des Kirchenrechts zu leiten. Er vollzog die Neuordnung gegen diverse Widerstände mit Erfolg und war entsprechend nicht nur unter Kaiserin Maria Theresia für diesen Bereich zuständig, sondern auch unter den Kaisern Joseph II., Leopold II. und Franz II. Mitglied, zeitweilig Hauptreferent, der geistlichen Hofkommission. Letzterer versah seine Versetzung in den Ruhestand mit dem Verweis, dass der Rat Heinkes auch weiter erwünscht sei. Auch die Kaiser zuvor vermittelten ihre Wertschätzung gegenüber dem Beamten. So zeichnete ihn Kaiser Joseph mit dem k.u. Sankt Stephans-Orden aus. Mit Diplom vom 3. März 1775 wurde er in den Ritterstand erhoben und schließlich mit Diplom vom 12. Jänner 1790 in den Freiherrenstand.
Heinke erhielt 1776 außerdem das Direktorat und Präsidium der juridischen Fakultät der Universität Wien. Damit verbunden wurde ihm zudem die Aufsicht über die savoy’sche Ritterakademie übertragen. Auch seine staatskirchenrechtliche Tätigkeit ruhte nicht vollständig. 1794 wurde er nochmals in die geistliche Hofkommission berufen.
Heinke widmete sich in der Freizeit der Naturkunde und insbesondere der Obst- und Blumenzucht. Seine Erfahrungen in der Obstzucht verarbeitete er schriftstellerisch. Seine Nelkenzucht galt als Zierde an der Residenz. Überdies pflegte er einen regen Austausch mit prominenten Rechtswissenschaftlern seiner Zeit, darunter Pütter.
Der Jurist Joseph Prokop Freiherr von Heinke war sein Sohn.

## Werke
- Ueber die Exemptiones der geistlichen Orden und Gemeinden von der Gewalt des ordentlichen Bischofs, die daraus folgenden Uebel, und die der weltlichen Macht dabey eigenen Rechte, Hartl, Wien 1782.
- Beyträge zu Behandlung, Pflege und Vermehrung der Fruchtbäume: für Liebhaber der Gärtnerey, Wallishauser, Wien 1798.